# 浦山口站

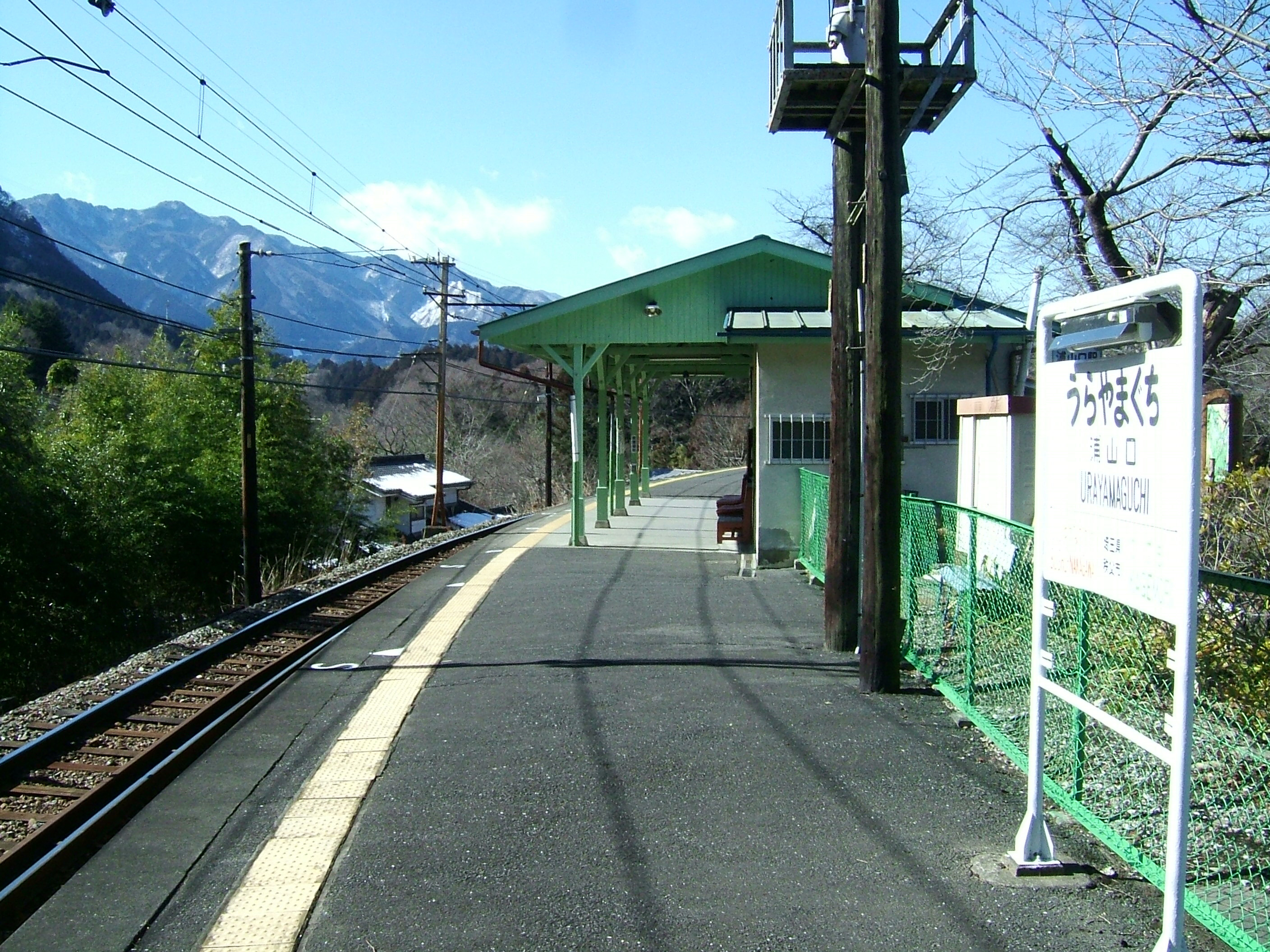
月台（2008年2月）

浦山口站（日语：／ Urayamaguchi eki */?）是位於埼玉縣秩父市荒川久那字平澤3895番地，秩父鐵道的秩父本線車站。

## 歷史
- 1930年（昭和5年）：3月15日 - 車站啟用。

## 車站構造
此站是地面車站，設有1面1線的單式月台。此站是由秩父站管理的業務委託車站。
由於月台建設彎道上。自家通勤型車輛中，每卡車輛只會開啟兩度車門。
車站職員當值時間為平日的星期二、三、五7:50～16:50，和星期六日8:30～17:00，其餘時間沒有職員當值。
在檢票口內設有廁所（多用途廁所和濕廁）。

## 使用狀況
- 在2018年度1日平均乘車人次為94人[1]。

| 年度               | 1日平均 乘車人次 |
| ------------------ | ---------------- |
| 2009年（平成21年） | 114              |
| 2010年（平成22年） | 108              |
| 2011年（平成23年） | 103              |
| 2012年（平成24年） | 118              |
| 2013年（平成25年） | 115              |
| 2014年（平成26年） | 119              |
| 2015年（平成27年） | 109              |
| 2016年（平成28年） | 104              |
| 2017年（平成29年） | 95               |
| 2018年（平成30年） | 94               |

## 車站周邊
- 荒川
- 國道140號
  - 久那橋（日语：久那橋）
- 浦山川
- 浦山水壩（日语：浦山ダム）（秩父櫻湖） - 步行約20分鐘
- 秩父札所（日语：秩父三十四箇所）28號橋立堂、橋立鍾乳洞（日语：橋立鍾乳洞） - 步行約15分鐘
- 秩父札所29號長泉院 - 步行約15分鐘
- 武甲山 - 登山路線起點
- 浦山歷史民俗資料館（日语：浦山歴史民俗資料館）
- 秩父市立荒川綜合運動公園
  - 荒川綜合運動公園體育館
  - 荒川綜合運動公園棒球場
- 橋立淨水場

## 巴士路線
| 乘車處 | 乘車處 | 系統          | 主要途經                             | 目的地       | 巴士公司     | 備註 |
| ------ | ------ | ------------- | ------------------------------------ | ------------ | ------------ | ---- |
| 浦山口 |        | 久那線        | 浦山常盤橋、花見之里、久那、佐久良橋 | 西武秩父站   | 西武觀光巴士 |      |
| 浦山口 | 市內線 |               | 浦山常盤橋                           | 西武觀光巴士 |              |      |
| 浦山口 |        | 久那線 市內線 | 影森小學、中町、秩父站               | 西武秩父站   | 西武觀光巴士 |      |

## 相鄰車站
秩父鐵道
秩父本線
SL「Paleo Express」、急行「秩父路」
通過（臨時列車會臨時停靠此站）
普通
影森－浦山口－武州中川

## 注腳
1. ↑  【掲載】０９、運輸・TRANSPORTATION （页面存档备份，存于）（日語）

## 外部連結
- 車站情報 浦山口站（秩父鐵道） （页面存档备份，存于）（日語）